# Spinotarsus werneri
Spinotarsus werneri är en mångfotingart som beskrevs av Carl Graf Attems 1910. Spinotarsus werneri ingår i släktet Spinotarsus och familjen Odontopygidae. Inga underarter finns listade i Catalogue of Life.